# The Game Awards
O The Game Awards (abreviado TGA) é uma cerimônia de premiação anual que reconhece os melhores jogos eletrônicos de cada ano e grandes feitos na indústria, foi criada e é apresentada pelo jornalista de jogos eletrônicos Geoff Keighley em 2014. A premiação também anuncia novos títulos. Esta cerimônia é considerada o "Óscar dos Videogames".
A primeira cerimônia foi apresentada em dezembro de 2014 em Las Vegas (Nevada). A cerimônia mais recente, The Game Awards 2024, ocorreu em dezembro de 2024.

## História
Em 1994, Geoff Keighley fez parte do primeiro show de prêmios televisionados para jogos eletrônicos, o Cybermania '94: The Ultimate Gamer Awards. Keighley, ainda adolescente, foi contratado para ajudar a escrever material para os apresentadores de celebridades como William Shatner e Leslie Nielsen. O show não foi considerado bem-sucedido, visando mais a comédia do que a comemoração, mas, a partir disso, Keighley foi solicitado a desenvolver algo semelhante ao "Óscar dos Videogames" no final de sua carreira.
Keighley trabalhou subsequentemente no Spike Video Game Awards (abreviado como VGA), que aconteceu de 2003 a 2013. O programa, que foi transmitido pela Spike TV no final de cada ano, foi projetado para homenagear os jogos eletrônicos lançados naquele ano. Keighley serviu como produtor e frequentemente hospeda esses shows. Em 2013, a Spike optou por renomear os prêmios de VGA para VGX para refletir que eles queriam se concentrar mais em jogos da próxima geração que estavam sendo inaugurados pelo início da oitava geração de consoles, bem como trazer o comediante Joel McHale para ser coanfitrião ao lado de Keighley. O show de 2013 foi considerado decepcionante e apontado como um trabalho mais comercial, em vez de uma celebração de conquistas dos jogos eletrônicos.
Keighley ficou desapontado com a mudança de tom que este programa apresentou. Ele optou por abandonar o envolvimento na VGX, permitindo que a Spike mantivesse a propriedade do evento; em novembro de 2014, a Spike TV anunciou que havia optado por abandonar a premiação na íntegra. Em vez disso, Keighley trabalhou com várias entidades do setor, incluindo fabricantes de hardware de consoles da Sony, Microsoft e Nintendo, e várias grandes editoras, para financiar e criar uma nova premiação, o The Game Awards, com a bênção da Spike. Keighley conseguiu garantir espaço para sediar o evento ao vivo. Sem uma emissora, Keighley e as entidades concordaram em transmitir o show ao vivo nas redes de consoles e no serviço Steam da Valve Corporation, na tentativa de ter uma audiência muito maior do que a Spike TV anteriormente. Desde então, Keighley conseguiu garantir vários serviços de streaming em todo o mundo para o show. Keighley foi abordado por redes de transmissão oferecendo para transmitir o programa, mas ele recusou essas ofertas, permitindo-lhes manter a liberdade de como apresentam e estruturam o programa.
Keighley considerou importante que a apresentação do The Game Awards visasse apresentar favoravelmente o interesse dos jogadores e da indústria, e ser receptivo a celebridades e outros que mostraram interesse em jogos eletrônicos. Enquanto os The Game Awards são principalmente um show de prêmios, Keighley sabia da importância de ter conteúdo adicional, tendo visto outros experimentos de premiações de videogames que foram dedicados apenas aos prêmios falharem devido à falta de audiência. Keighley acreditava que o The Game Awards deveria estar entre os locais de entretenimento que são usados para o Óscar e a apresentação dos prêmios padrão usada para o Game Developers Choice Awards, buscando um equilíbrio de material. Por meio da Spike VGX e do The Game Awards, Keighley se envolveu com desenvolvedores e editores para trazer trailers, fotos e revelações dos próximos jogos ao lado dos prêmios. Ele considera que o momento de coroamento dessa abordagem foi conseguir a primeira revelação de gameplay de The Legend of Zelda: Breath of the Wild para o The Game Awards 2014. Keighly incentiva os desenvolvedores e editores a fornecer qualquer conteúdo que possa ser considerado excitante e despertar interesse, mesmo se esses jogos estiverem em um estágio inicial de desenvolvimento. A primeira cerimônia foi apresentada no dia 5 de dezembro de 2014 em Las Vegas (Nevada), sendo reconhecido mundialmente como o "Óscar dos Videogames".
Keighley posteriormente trabalhou com os desenvolvedores e editores como melhor posicionar seus trailers para ter o maior impacto; por exemplo, na premiação de 2018, ele e a Nintendo trabalharam em um trailer revelando um novo personagem no Super Smash Bros. Ultimate, que parecia começar como um teaser para um novo jogo da série Persona, para que tivesse um impacto mais dramático.
Em conjunto com a apresentação dos prêmios, várias lojas digitais, como a Steam, a Xbox Games Store e a PlayStation Store oferecem descontos aos jogos indicados antes e alguns dias após a apresentação. A estatueta concedida aos jogos selecionados foi projetada pela colaboração entre Keighley e a Weta Workshop. Ela pretende representar "a evolução do meio de jogos eletrônicos por meio de um anjo que ascende no meio de blocos de construções digitais".

## Processo
The Game Awards possui um comitê consultivo que inclui representantes das fabricantes de hardware (Microsoft, Sony, Nintendo e AMD) e editoras de software (como Electronic Arts, Activision, Rockstar Games, Ubisoft, Valve e Warner Bros. Interactive Entertainment). Esse comitê seleciona cerca de trinta organizações influentes de notícias sobre jogos eletrônicos que poderão nomear e posteriormente votar nos jogos em várias categorias. Caso contrário, o comitê consultivo não participa do processo de indicação ou votação. Durante a rodada de indicações, cada um dos meios de comunicação fornece uma lista de jogos em várias categorias; jogos para categorias relacionadas a eSports são escolhidas por um subconjunto específico desses pontos de venda. O comitê compila as indicações e seleciona os títulos mais indicados para votação pelos mesmos meios. Antes de 2017, havia 28 especialistas e representantes do setor que selecionaram os vencedores, enquanto os prêmios a partir de 2017 usavam mais de 50 desses especialistas. Em 2019, as publicações de mídia em inglês foram adicionadas ao júri. Os vencedores são determinados por um voto misto entre o júri (que equivale a 90% dos resultados finais) e o voto do público (equivalente a 10%).

## Cerimônias

### Década de 2010
| Cerimônia            | Data                   | Vencedor do Jogo do Ano                 | Número de espectadores | Local                                       |
| -------------------- | ---------------------- | --------------------------------------- | ---------------------- | ------------------------------------------- |
| The Game Awards 2014 | 5 de dezembro de 2014  | Dragon Age: Inquisition                 | 1,93 milhões           | The AXIS (Las Vegas, Nevada)                |
| The Game Awards 2015 | 3 de dezembro de 2015  | The Witcher 3: Wild Hunt                | 2,3 milhões            | Microsoft Theater (Los Angeles, Califórnia) |
| The Game Awards 2016 | 1 de dezembro de 2016  | Overwatch                               | 3,8 milhões            | Microsoft Theater (Los Angeles, Califórnia) |
| The Game Awards 2017 | 7 de dezembro de 2017  | The Legend of Zelda: Breath of the Wild | 11,5 milhões           | Microsoft Theater (Los Angeles, Califórnia) |
| The Game Awards 2018 | 6 de dezembro de 2018  | God of War                              | 26,2 milhões           | Microsoft Theater (Los Angeles, Califórnia) |
| The Game Awards 2019 | 12 de dezembro de 2019 | Sekiro: Shadows Die Twice               | 45,2 milhões           | Microsoft Theater (Los Angeles, Califórnia) |

### Década de 2020
| Cerimônia            | Data                   | Vencedor do Jogo do Ano | Número de espectadores | Local                                         |
| -------------------- | ---------------------- | ----------------------- | ---------------------- | --------------------------------------------- |
| The Game Awards 2020 | 10 de dezembro de 2020 | The Last of Us Part II  | 83 milhões             | Evento On-line (Los Angeles, Londres, Tóquio) |
| The Game Awards 2021 | 9 de dezembro de 2021  | It Takes Two            | 85 milhões             | Microsoft Theater (Los Angeles, Califórnia)   |
| The Game Awards 2022 | 8 de dezembro de 2022  | Elden Ring              | 103 milhões            | Microsoft Theater (Los Angeles, Califórnia)   |
| The Game Awards 2023 | 7 de dezembro de 2023  | Baldur's Gate III       | 118 milhões            | Peacock Theater (Los Angeles, Califórnia)     |
| The Game Awards 2024 | 12 de dezembro de 2024 | Astro Bot               | 154 milhões            | Peacock Theater (Los Angeles, Califórnia)     |
| The Game Awards 2025 | 11 de dezembro de 2025 | —                       | —                      | Peacock Theater (Los Angeles, Califórnia)     |
|                      |                        |                         |                        |                                               |